# Brighton Rock
«Brighton Rock» es una canción de la banda británica Queen. Es la pista que abre su tercer disco de estudio Sheer Heart Attack (1974). «Brighton Rock» al principio iba a pertenecer al álbum de estudio Queen II, pero no alcanzó a terminarse, así que lo dejaron para el tercer álbum.

## Composición
Esta canción muestra características heavy/glam (partes de la letra están cantadas por Freddie Mercury en falsete). Probablemente la canción sea más conocida por su largo interludio de guitarra solista, plagado de todo tipo de trucos y efectos. Esta era la canción predilecta para que, en las actuaciones en vivo, el guitarrista Brian May desarrollara sus solos, que duraban de 9 a 16 minutos.

## Grabación
Los posibles títulos para esta canción fueron «Happy Little Fuck», «Happy Little Day», «Blackpool Rock», «Bognor Ballad», «Southend Sea Scout», «Skiffle Rock» y «Herne Bay». En la grabación de Queen II se trabajó con el título «Happy Little Fuck».
Originalmente el solo formó parte de la canción «Blag» de la banda Smile, la banda previa del baterista Roger Taylor y el guitarrista Brian May. También se pensó en utilizar el solo en «Son and Daughter», del álbum Queen. 
Los sonidos de feria que se oyen en los primeros segundos de la canción provienen de un disco de efectos de sonido que la compañía discográfica Elektra le había proporcionado al grupo. Mezclados con estos sonidos iniciales, se escucha la entrada progresiva de la guitarra de Brian May y también a alguien silbando la melodía de una canción popular británica, «I Do Like to Be Beside the Seaside», con la que se cierra «Seven Seas of Rhye», la última canción del disco anterior del grupo, Queen II.